# Kanako Nakayama
Kanako Nakayama (中山加奈子, Nakayama Kanako), Nació el 2 de noviembre de 1964 en Kyoto, Japón. Es una cantante, letrista, compositora y músico japonesa. Fue la guitarrista de la banda japonesa Princess Princess.

## Biografía
Kanako se graduó de la Isogo high school, mientras cursaba sus estudios académicos, ubicada en Isogo-ku (磯子区).
En el año 1983 kanako debutó en un concurso de tv de más de 1300 aspirantes, realizado por la empresa TDK Records. Resultando una de las finalistas, uniéndose así a sus compañeras: Kaori, Atsuko, Tomoko y Kyoko. Formaron el grupo "akasaka Komachi".
Años más tarde cambiarían su nombre artístico a "Princess Princess". Sin embargo en 1996 la banda se disolvería manteniéndose activa como solista y colaborando durante un par de años, como miembro de soporte para otros músicos japoneses.
En 1999 formó una banda llamada VooDoo Hawaiians, junto a esta ha lanzando 4 albums. Así mismo alterna sus actividades colaborando como compositora.

## Vida personal
Nakayama contrajo nupcias en el año 2004.[cita requerida]

## Discografía

### Álbum de estudio
- [1995.03.08] Nakayama no Ippatsu
- [1998.03.18] Howling

### Singles
- [1995.02.01] Shijousaidai no Sakusen
- [1998.02.11] Vishasu Circle
- [1998.04.29] Plumeria no Saku Basho e
- [1999.07.28] Jibakusouchi

### PhotoBook
- [1995.05.04] Kaenai Unmei
- [1999.07.10] Dokushin Ren'ai
- [2003.05.21] Shouon Shauto